# Cratere Juling
Juling  è un cratere sulla superficie di Cerere.